# Marșul asupra Romei
Marșul asupra Romei (în italiană Marcia su Roma) a fost lovitura de stat prin care Partidul Național Fascist condus de dictatorul italian Benito Mussolini a acaparat puterea în Regatul Italiei (Regno d'Italia). Marșul a avut loc din 22 octombrie până la 29 octombrie 1922.

## Context
În martie 1919 Mussolini a fondat prima „Ligă italiană de luptă” (Fasci italiani di combattimento) la începutul a „doi ani roșii” (biennio rosso). A suferit o înfrângere în alegerile din noiembrie 1919, dar la alegerile din 1922, Mussolini a intrat în parlamentul italian.
Alături de partidul său „Fascist”, a fost creată organizația paramilitară „Cămășile negre” (Squadristi). În august 1920 Cămășile negre au fost folosite pentru spargerea grevei generale care avea loc la fabrica Alfa Romeo din Milan. În noiembrie 1920, după asasinarea lui Giordana (consilier municipal de dreapta din Bologna), organizația Cămășile negre a fost folosită ca instrument de represiune de stat pentru a zdrobi mișcarea socialistă (care a inclus o componentă puternică anarho-sindicalistă), în special în Valea Padului. Sindicatele au fost dizolvate, iar primarii de stânga au demisionat. Fasciștii au inclus pe listele lor „Uniunea Națională” a lui Giovanni Giolitti la alegerile din mai 1921 cu care au câștigat 36 de locuri. Mussolini a retras apoi sprijinul acordat lui Giolitti și a încercat să încheie un armistițiu temporar cu socialiștii prin semnarea unui „Pact de pacificare” în vara anului 1921. Acest lucru a provocat un conflict cu partea cea mai fanatică a mișcării, „Squadristi” și liderii lor „Ras”. În iulie 1921 Giolitti a încercat fără succes să dizolve organizația Squadristi. Înțelegerea cu socialiștii a fost anulată, apoi în noiembrie 1921 Mussolini a adoptat un program naționalist și conservator și a fondat Partidul Național Fascist care în iulie 1922 avea 700 000 de membri. În luna august a fost declanșată o grevă antifascistă generală care nu a reușit să readucă la viață Partidul Popular Italian (Partito Popolare Italiano) și a fost reprimată de fasciști. Cu câteva zile înainte de marș, Mussolini s-a consultat cu ambasadorul american Richard Washburn Child privind eventuala obiecție a guvernului Statelor Unite în cazul participării fasciste într-un guvern italian viitor. Child l-a încurajat să continue. Când a aflat că prim-ministrul, Luigi Facta, i-a dat lui Gabriele d'Annunzio misiunea de a organiza omare demonstrație pe 4 noiembrie 1922 pentru a celebra victoria națională în timpul războiului. Mussolini a decis pornirea marșului menit să accelereze procesul și să elimine orice concurență.

## Marșul

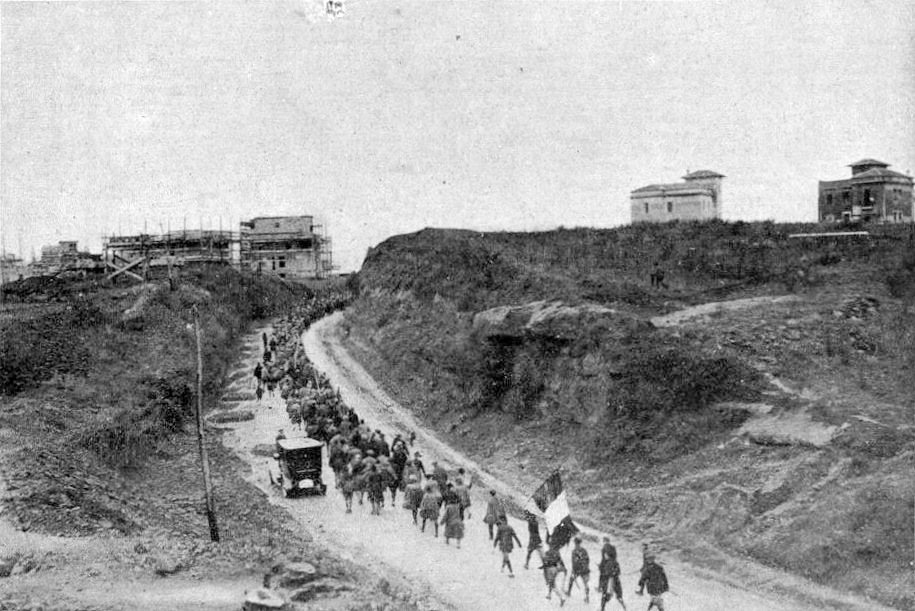
Fasciști care merg spre Roma.

Quadrumvirii care conduceau Partidul Fascist, generalul Emilio De Bono, Italo Balbo (unul dintre cei mai cunoscuți ras), Michele Bianchi și Cesare Maria de Vecchi au organizat Marșul asupra Romei în timp ce Mussolini a stat retras mare parte a duratei marșului deși a permis să se facă poze cu el mărșălunid alături de fasciști. Generalii Gustavo Fara și Sante Ceccherini au asistat la pregătirile marșului din 18 octombrie. La marș au aderat marchizul Dino Perrone Compagni și Ulisse Igliori.
La 24 octombrie 1922 Mussolini a declarat în fața a 60 000 de persoane la congresul fascist din Napoli: „Programul nostru este simplu: vrem să conducem Italia”. Între timp, Cămășile negre, care au ocupat câmpia Padului, au pus sub control toate punctele strategice ale țării. La 26 octombrie fostul premier Antonio Salandra l-a avertizat pe prim-ministrul Luigi Facta că Mussolini a cerut demisia lui și că „il Duce” se pregătea să marșăluiască spre Roma. Facta nu l-a crezut pe Salandra și s-a gândit că Mussolini ar fi guvernat alături de el. Pentru a face față amenințării reprezentate de trupele fasciste strânse în afara Romei, Luigi Facta (care demisionase, dar continua să dețină puterea) a declarat stare de asediu în Roma. Regele Victor Emanuel al III-lea al Italiei a refuzat să semneze ordinul militar. La 28 octombrie regele i-a predat puterea lui Mussolini care și-a asigurat astfel sprijinul militar, al oamenilor de afaceri și al dreptei politice. La marș în sine au participat mai puțin de 30 000 de oameni, dar regele se temea de un război civil, deoarece squadriștii controlau regiunea Padului și cea mai mare parte a țării, iar fascismul nu mai era văzut ca amenințare la adresa unității statale. Lui Mussolini i s-a cerut să formeze guvernul la 29 octombrie 1922 în timp ce aproximativ 25 000 de membri ai organizației „Cămășile negre” defilau prin Roma. Astfel, Mussolini a ajuns la putere în mod legal, în conformitate cu Statuto Albertino - constituția italiană. 
Marșul asupra Romei nu a fost cucerirea propriu-zisă a puterii (data fiind celebrată ulterior de mișcarea fascistă), ci mai degrabă forța de precipitare în spatele unui transfer de putere în baza constituției. Această tranziție a fost făcută posibilă de predarea autorităților publice în fața intimidarii fasciste. Mulți oameni de afaceri și lideri din domeniul financiar au crezut că ar fi putut să îl manipuleze pe Mussolini ale cărui discursuri și politici timpurii erau în favoarea economiei de piață și a liberalismului pe plan economic.

## Alți participanți
- Giacomo Acerbo
- Roberto Farinacci
- Giovanni Giuriati
- Serafino Mazzolini
- Ettore Muti
- Alessandro Pavolini
- Carlo Scorza
- Achille Starace